# Фіалка біла
Фіалка біла, фіялка біла (Viola alba Besser) — вид рослин із родини фіалкові (Violaceae). Занесений до Червоної книги України зі статусом «рідкісний».

## Поширення
Північна Африка: Алжир; Марокко; Туніс. Кавказ: Вірменія; Азербайджан; Грузія; Росія — Дагестан, Передкавказзя. Західна Азія: Кіпр; Ірак; Сирія; Туреччина. Європа: Молдова; Україна; Австрія; Чехія; Угорщина; Польща; Словаччина; Швейцарія; Албанія; Боснія і Герцеговина; Болгарія; Хорватія; Греція; Італія; Македонія; Чорногорія; Румунія; Сербія; Словенія; Франція; Іспанія.

## Чисельність та структура популяцій в Україні
Локальна популяція на Закарпатті малочисельна, тому її становище невідоме. На Поділлі зустрічається мало. Іноді фіалку можна побачити здичавілою в рудералізованих ценозах (м. Кам'янець-Подільський). Вид поширений також у Центральній Європі.
Однією із причин зміни чисельності фіалок можна вважати руйнування природного середовища, розорювання лучно-степових схилів та випалювання чагарників. В основному фіалки поширені в лучних степах, остепнених луках, схилах, світлих лісах, узліссях та лісових галявинах, серед чагарників.

## Загальна характеристика
Фіалка біла — багаторічна трав'яна рослина 8–12 см заввишки, з висхідним кореневищем і розетками листків. Листки серцеподібно-трикутні; черешок 2–8 см завдовжки, довший за пластинку, який густо запушений жорсткуватими, донизу відігнутими волосками; пластинка з нерівно зарубчасто-зубчастим щетинкувато-густо-війчастим краєм, при основі глибоко-серцеподібна, з обох боків запушена жорсткуватими волосками (до 0,5 мм). Прилистки вузько-ланцетні, 5–20 мм завдовжки, загострені, по краю розсунуто торочкувато-залозисті (торочки до 1 мм). Квітконіжки розгалужуються від основи розетки, 3,5–8 см завдовжки, майже голі; чашолистки довгасто-яйцеподібні, 5–7 мм завдовжки (з придатком), 1,75–2,5 мм завширшки, по краю війчасті; віночок 12– 20 мм завдовжки, білий; пелюстки обернено-яйцеподібні, шпорка 3–4 мм завдовжки. Квітки запашні, зав'язь і коробочка волосисті. Рослина цвіте у березні–травні, плодоносить у травні–липні. Розмножується насінням і вегетативно.

## Заходи охорони
Охороняють на території НПП «Подільські Товтри» (товтра Несамовита) та філіалу «Чорна гора» Карпатського БЗ. Необхідний моніторинг відомих популяцій, а також пошуки нових локалітетів виду. Заборонено порушення умов місцезростання (розорювання та заліснення степових ділянок, терасування схилів). Розмноження та розведення у спеціально створених умовах. Її вирощують у багатьох ботанічних садах. Має декоративне значення.

## Галерея

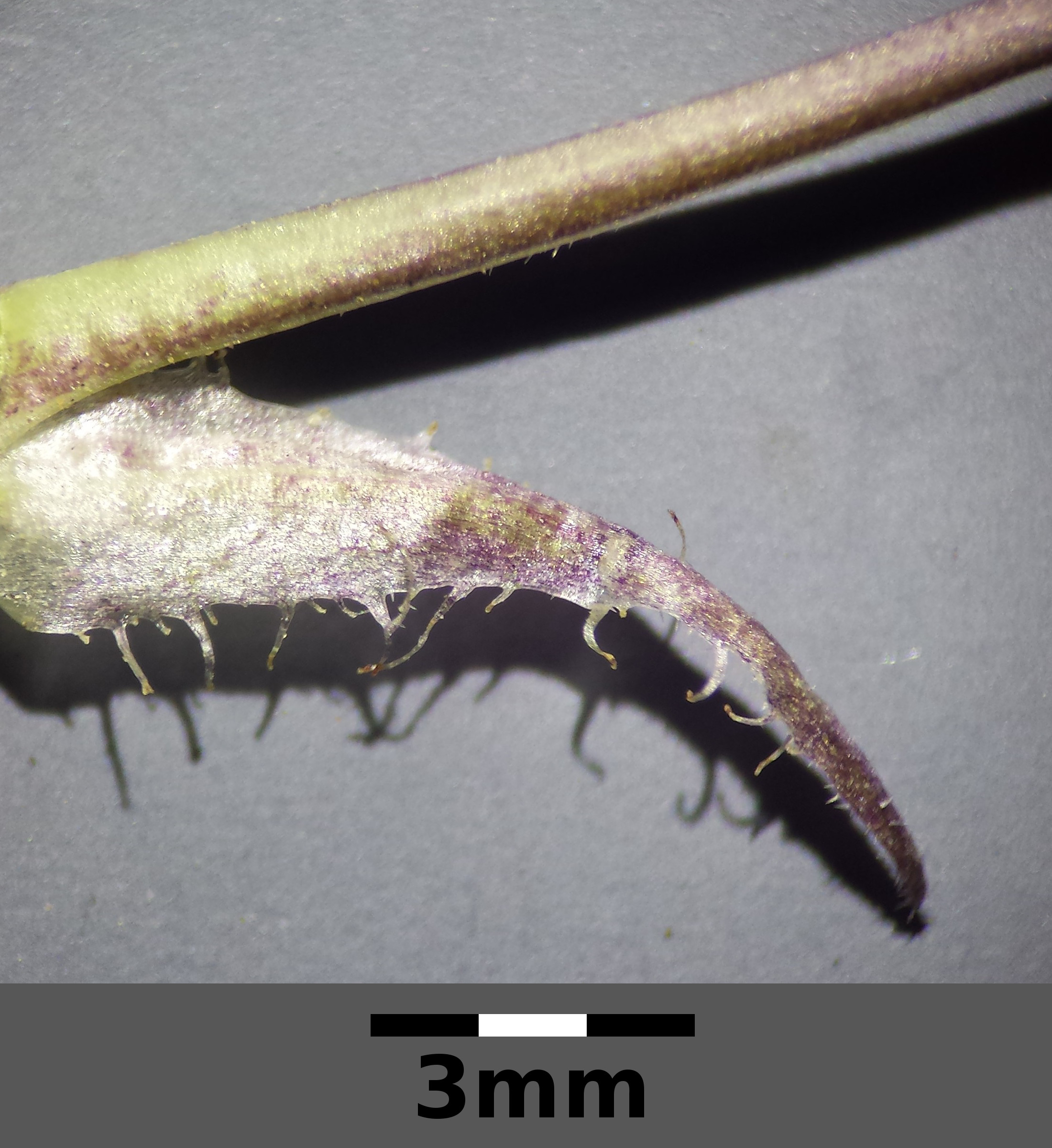
Прилисток
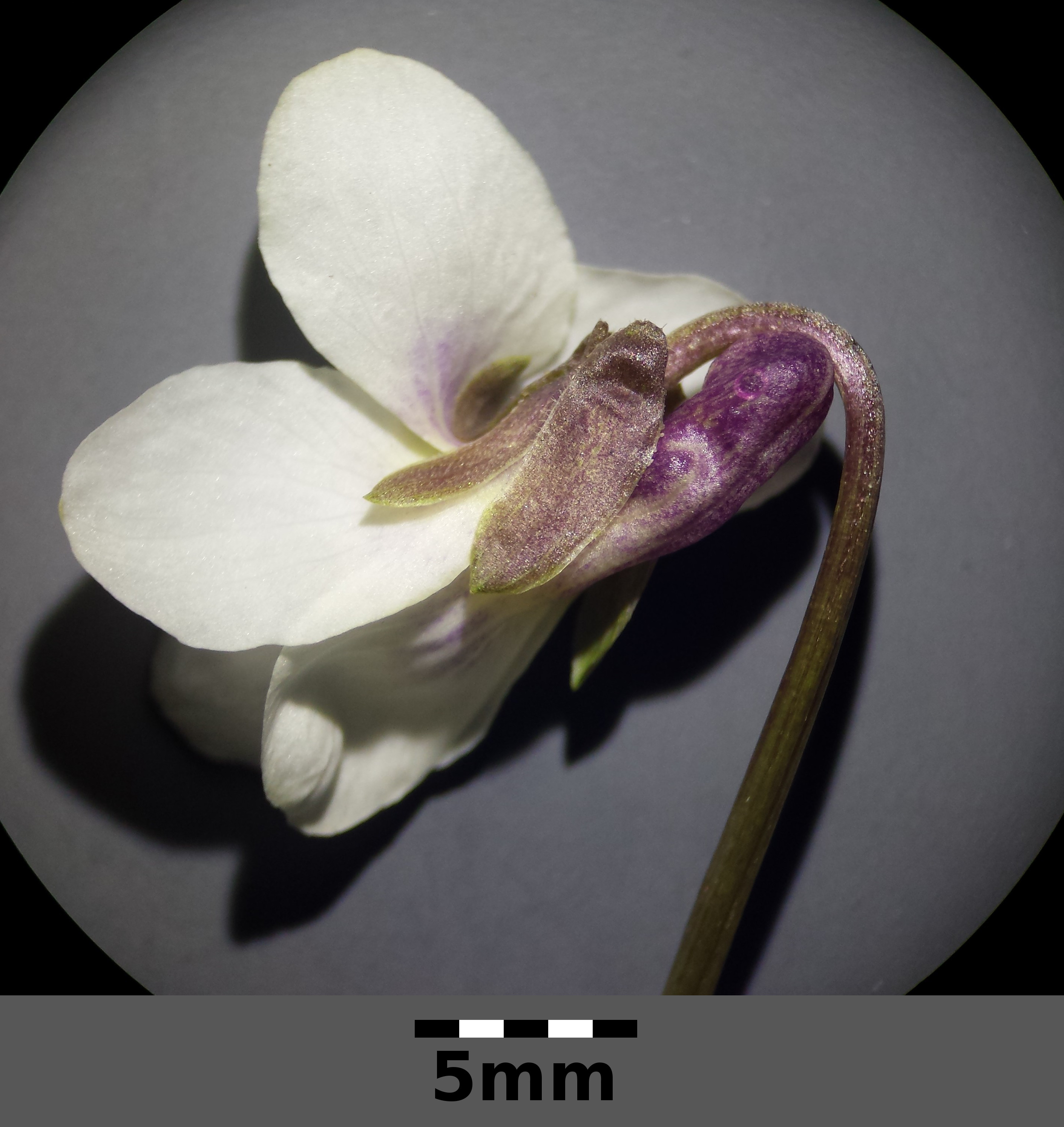
Квітка
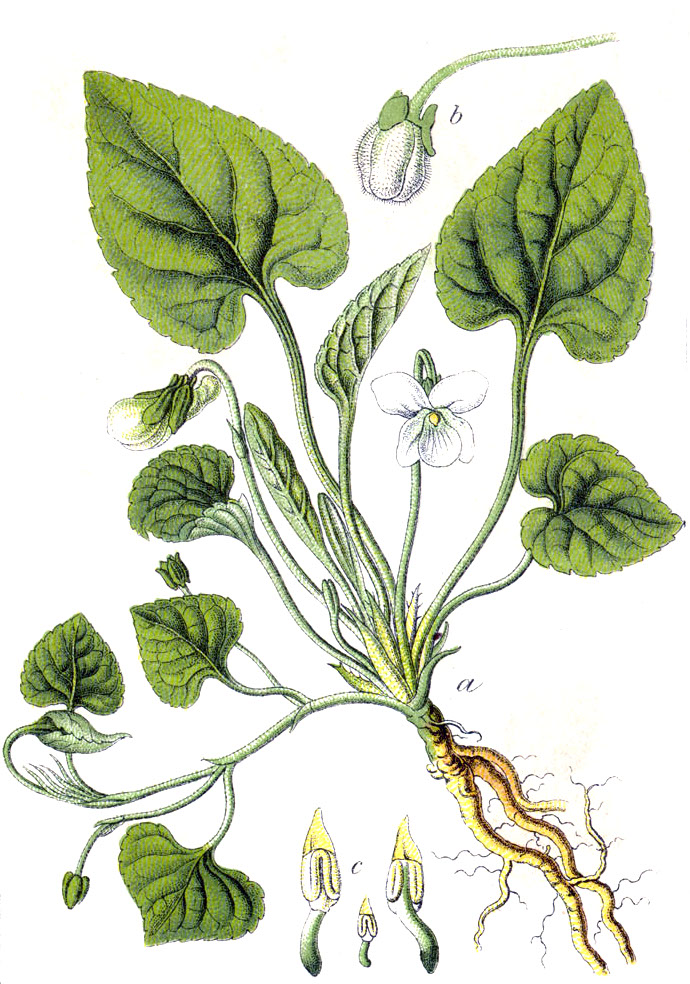
Ілюстрація